# Playa de Cabria
La playa de Cabria está situada en el municipio español de Almuñécar, en la provincia de Granada, comunidad autónoma de Andalucía. Forma parte de una sucesión de pequeñas playas.
Con una anchura media de 30 metros se extiende por 154 m de costa, está constituida por grava y roca y sus aguas son tranquilas; siendo de fácil acceso y encontrándose en una zona semiurbana presenta un grado de ocupación medio.

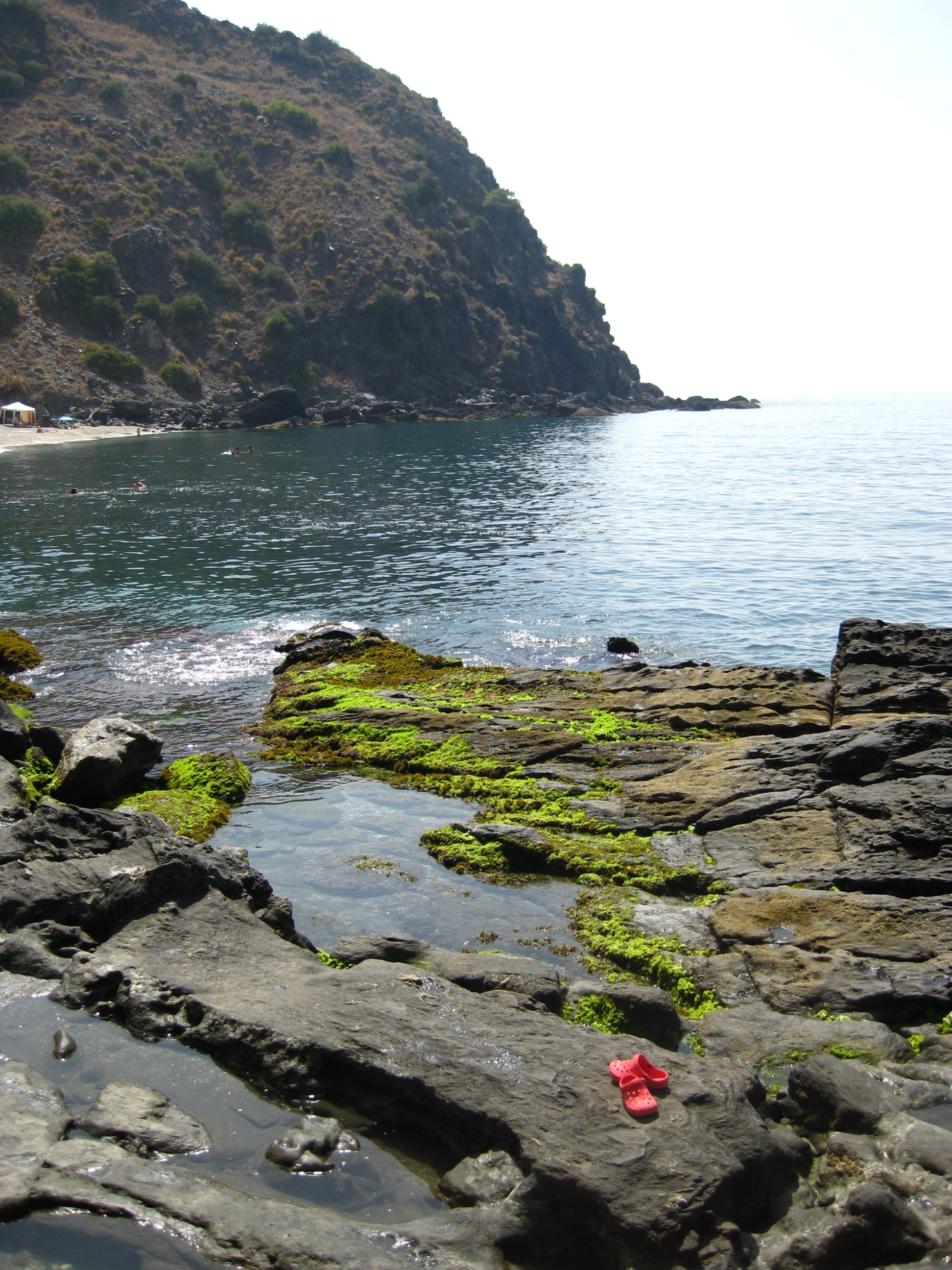
Playa de Cabria. Zona rocosa. Junio de 2012.